# Rapto Lindbergh
O rapto de Charles Augustus Lindbergh, Jr., o filho mais velho do aviador norte-americano Charles Lindbergh e Anne Morrow Lindbergh, foi um dos mais publicitados crimes do século XX. A criança de 20 meses foi raptada da sua casa de família, em Highfields, em East Amwell, Nova Jersey, na tarde de 1 de Março de 1932. O caso teve notória divulgação, pois Charles  Lindbergh era considerado um héroi nacional por alcançar a proeza de ser o primeiro a atravessar o Oceano Atlântico em um voo solitário, durante 33 horas.
Cerca de 2 meses depois, a 12 de Maio de 1932, o seu corpo foi descoberto a uma curta distância da casa de Lindbergh, na vizinhança de Hopewell Township. Uma examinação médica determinou que a causa da morte foi fratura massiva do crânio.
Depois de uma investigação que demorou mais de dois anos, Richard Hauptmann foi preso e acusado pelo crime. Num julgamento, realizado entre 2 de Janeiro e 3 de Fevereiro de 1935, Hauptmann foi dado como culpado do assassinato em primeiro grau e sentenciado à morte. Foi executado na cadeira eléctrica, na Prisão Estatal de Nova Jersey, em 3 de Abril de 1936. Hauptmann proclamou a sua inocência até ao fim e muitos historiadores questionam a sua culpa.
O escritor de jornais H. L. Mencken chamou ao rapto e consequente julgamento "a maior história desde a Ressurreição". O crime estimulou o Congresso a criar uma lei federal contra sequestros, chamada popularmente de "Lei Lindbergh", que tornava o transporte de uma vítima raptada para fora das divisas estaduais em um crime federal.

## O crime
No dia 1 de março, às 20h, a enfermeira da família, Betty Gow, colocou Charles Lindbergh, Jr., de 20 meses, a dormir no seu berço. Ela aconchegou a criança num cobertor e fixou-o com dois grandes pinos para prevenir que ele se movesse durante o sono. Por volta das 21h30, Charles Lindbergh, o pai do bebê, ouviu um barulho que o fez pensar que as ripas do caixote cheio de laranjas na cozinha se tinham partido e caído. Sua esposa, Anne Lindbergh, também ouve um som estranho enquanto toma seu banho. Contudo, às 22h, Betty Gow voltou ao quarto do bebê para descobrir que ele não estava no berço. A enfermeira perguntou a Anne Lindbergh, que tinha acabado de sair do seu banho, se o bebê estava com ela. Posteriormente, no julgamento, a mãe de Lindbergh Jr. afirma: “Fechamos as portas de todas as janelas, exceto da janela que dava para sudeste, pois era impossível trancá-la. Deixamos também entreaberta a janela da sacada para o bebê ter um pouco de ar puro”.
Não encontrando a criança com a sua mãe, a enfermeira desceu ao andar de baixo para falar com Lindbergh, que estava na biblioteca logo abaixo do quarto do bebê no canto sudeste da casa. Ele foi imediatamente ao quarto do bebê para ver por ele mesmo que o bebê tinha desaparecido. Enquanto procurava no quarto, encontrou uma nota num envelope branco no parapeito da janela acima do aquecedor.
Lindbergh pegou na sua arma e percorreu a casa procurando por intrusos. Em 20 minutos a polícia local estava a caminho, bem como a imprensa e o advogado da família. Mais tarde nessa noite uma impressão de pneu foi encontrada na lama causada pelo tempo chuvoso mais cedo naquele dia. Pouco depois da polícia ter começado a procurar no perímetro, encontraram três peças de uma escada num arbusto próximo, que parecia inteligentemente desenhada, mas fracamente construída.

## A investigação
O primeiro no local foi o Chefe Harry Wolfe, da polícia de Hopewell Borough. Wolfe juntou-se logo aos oficiais da polícia estatal de Nova Jérsia, que fizeram buscas por quilômetros.
Depois da meia-noite, um especialista em impressões digitais chegou para examinar a nota deixada no parapeito da janela e a escada. A escada tinha 400 impressões digitais parciais e algumas pegadas. Contudo, muitas não tinham valor para a investigação devido ao grande número de profissionais da imprensa e policiais, que estiveram presentes nos primeiros 30 a 60 minutos depois da primeira chamada de ajuda. Durante o processo de descoberta, nenhuma impressão digital de adulto foi encontrada no quarto, incluindo em áreas em que as testemunhas-chave admitiam ter tocado, como a possível janela de entrada. Impressões digitais do bebê foram encontradas em área baixa do quarto. A nota de resgate que foi encontrada por Lindbergh foi aberta e lida pela polícia depois de terem chegado. A curta carta manuscrita foi escrita com erros ortográficos e irregularidades gramaticais: "Caro Senhor
Arranje 50 000 dólares; 25 000 em notas de 20 dólares, 15 000 em notas de 10 dólares e 10 000 em notas de 5 dólares. Dentro de dois a quatro dias, indicar-lhe-emos o local onde deve deixar o dinheiro. Recomendamos-lhes que não avise a polícia, nem fale a ninguém no assunto. A criança está em boas mãos".

### A nota

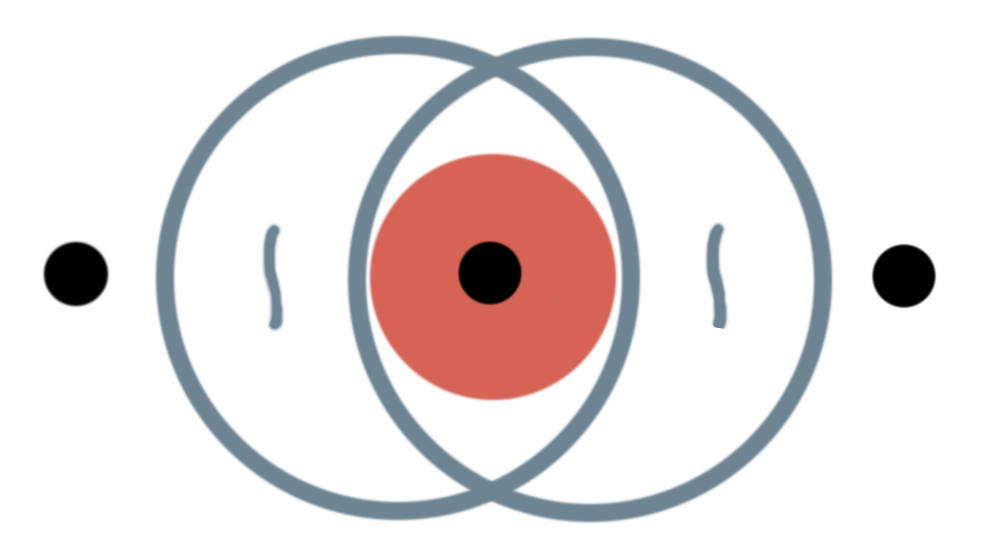
Uma recriação da marca na nota de resgate. Os pontos negros indicam onde furos foram feitos no papel

Existiam dois círculos azuis ligados em volta de um círculo vermelho por baixo da mensagem, com um buraco no meio do círculo vermelho e dois outros buracos ao lado dos outros círculos.

### As notícias espalham-se
Os comentários sobre um rapto espalharam-se rapidamente, e, junto com a polícia, os bem-nascidos e bem-intencionados chegaram à residência de Lindbergh. Eram coronéis militares oferecendo a sua ajuda, apesar de apenas um ter conhecimentos de imposição da lei: Herbert Norman Schwarzkopf, superintendente da Polícia Estatal de Nova Jersey. Os outros coronéis eram Henry Skillman Breckinridge, um advogado de Wall Street; William J. Donovan (também conhecido como "Wild Bill" Donovan, um herói da Primeira Guerra Mundial que mais tarde liderou a OSS). Lindbergh e estes homens acreditavam que o rapto tinha sido orquestrado por figuras do crime organizado. A carta, pensaram eles, parecia ter sido escrita por alguém que falava alemão como língua nativa. Charles Lindbergh, por esta altura, usou a sua influência para controlar a direção da investigação.
Eles contataram Mickey Rosner, um indivíduo que se dizia acompanhar mafiosos. Rosner, em resposta, falou em dois donos de bares que vendiam bebidas ilegalmente: Salvatore "Salvy" Spitale e Irving Bitz. Lindbergh rapidamente confirmou os dois e enviou os seus intermediários para tratarem com o mafioso. Várias figuras do crime organizado - notavelmente Al Capone, Willie Moretti, Joe Adonis e Longy Zwillman - falaram da prisão, oferecendo ajuda para recuperar o bebê em troca de dinheiro e favores legais. Especificamente, Capone ofereceu ajuda em troca de ser libertado da prisão com a justificativa de que a sua ajuda seria mais eficaz. Isto foi rapidamente negado pelas autoridades.

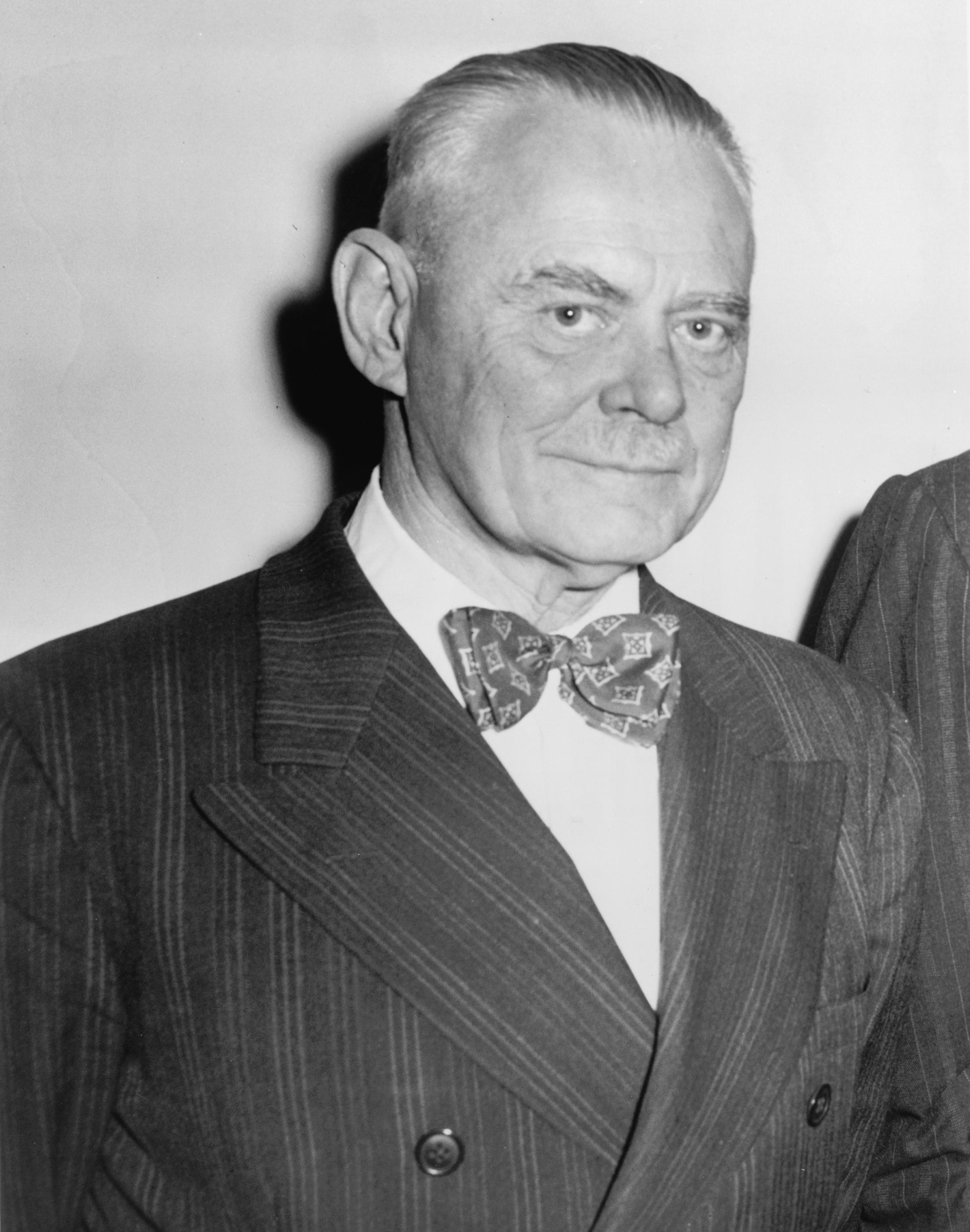
Herbert Norman Schwarzkopf

Na manhã depois do rapto, o presidente dos Estados Unidos da América, Herbert Hoover foi notificado do crime. Apesar do crime não parecer ter bases para um envolvimento federal (rapto era classificado na altura como crime local), Hoover declarou que ia "mover o Céu e a Terra" para recuperar a criança desaparecida.
O Bureau of Investigation (na altura ainda não era chamado de FBI) foi autorizado a investigar o caso, enquanto a Guarda Costeira dos Estados Unidos, o Serviço de Costumes dos Estados Unidos, o Serviço de Imigração dos Estados Unidos e a polícia de Washington, D. C., receberam a notificação que os seus serviços seriam necessários. Os oficiais de Nova Jersey anunciaram uma recompensa de US$ 50 000 para devolveram a salvo o "Pequeno Lindy". A família Lindbergh ofereceu uma recompensa adicional de US$ 50 000 por eles mesmos. A recompensa total de US$ 75 000 foi tornada mais significativa pelo fato de a oferta ter sido feita durante os primeiros dias da Grande Depressão.
Durante este tempo, Lindbergh voou até ao Aeroporto de Round Hill para investigar uma pista que especificava a localização do seu filho num barco nas Ilhas Elizabeth.
Alguns dias depois do rapto, uma nova carta de resgate chegou à casa de Lindbergh por correio. Registada em Brooklyn, a carta era verdadeira, trazendo as marcas vermelhas e azuis perfuradas.
Uma segunda nota de resgate chegou por correio, também registada em Brooklyn. Depois, uma terceira carta foi enviada. Também vinha de Brooklyn. Esta carta avisava que, uma vez que a polícia estava agora envolvida no caso, o resgate tinha subido para US$ 70 000.

### John Condon
Durante este tempo, a popular personalidade de Bronx e professor reformado, John F. Condon escreveu uma carta ao Bronx Home News, oferecendo US$ 1 000 se o raptor devolvesse a criança a um padre católico. Condon recebeu uma carta supostamente escrita pelos raptores. Isso autorizou Condon a ser o intermediário de Lindbergh. Lindbergh aceitou a carta como genuína.
Seguindo as instruções da última carta, Condon colocou uma publicidade classificada no New York American dizendo: "Dinheiro está pronto. Jafsie". Condon depois esperou por mais instruções dos raptores.
Um encontro entre "Jafsie" e um representante do grupo que dizia ser um dos raptores foi eventualmente agendado para uma tarde no Cemitério de Woodlawn. Segundo Condon, o homem parecia estrangeiro mas permaneceu nas sombras durante a conversa, e como tal não conseguiu ter uma visão de como era a sua cara. O homem disse que o seu nome era John, e contou a sua história: era um marinheiro escandinavo, parte de uma gangue de três homens e duas mulheres. A criança Lindbergh não tinha ferimentos e estava guardada num barco, mas os raptores ainda não estavam preparados para o devolver sem o pagamento do resgate. Quando Condon expressou dúvida que "John" tivesse na verdade o bebê, ele prometeu uma prova: o raptor ia brevemente devolver o pijama do bebé. O estranho perguntou a Condon, "...vou ser "queimado" (ser executado), se a encomenda (o bebê) estiver morto?". Quando questionado depois, ele assegurou a Condon que o bebé estava vivo.
A 16 de Março, John Condon recebeu uma encomenda por correio que continha o pijama da criança, enviada como prova pedida, e uma sétima nota de resgate. Condon mostrou o pijama a Lindbergh, que o identificou como sendo do filho. Depois da entrega do pijama, Condon deixou um novo anúncio no Home News dizendo, "Dinheiro está pronto. Sem polícias. Sem serviços secretos. Vou sozinho, como da última vez". Um mês depois da criança ter sido raptada, a 1 de Abril, Condon recebeu uma carta dos raptores. Estavam preparados para receber o pagamento.

### Pagamento do resgate
O resgate foi colocado numa caixa de madeira feita sob medida na esperança que pudesse ser identificada mais tarde. O dinheiro do resgate era falso com um número de certificados dourados que seriam retirados de circulação pouco tempo depois. Tinha-se esperança que alguém a passar uma grande quantidade de notas douradas chamasse a atenção e ajudasse a identificar os raptores. Para além disso, como as notas não estavam marcadas, o número de série de cada nota foi gravado. Algumas fontes dão crédito a Frank J. Wilson por isto enquanto outros a Elmer Lincoln Irey.
Na tarde seguinte, a 2 de Abril, foi dado a Condon uma nota por um taxista desconhecido. Condon encontrou-se com "John" e disse-lhe que tinham conseguido angariar US$ 50 000. O homem aceitou o dinheiro e deu a Condon uma nota. A criança estava supostamente ao cuidado de duas mulheres que, segundo a nota, eram inocentes.

### Descoberta do corpo
Em 12 de Maio, um condutor de um caminhão de entregas William Allen, parou o seu caminhão na beira da estrada a cerca de 7,2 quilômetros a sul da casa de Lindbergh perto da vila de Mount Rose na vizinhança de Hopewell Township. Ele foi para um conjunto de árvores para urinar e lá descobriu o corpo da criança. Allen notificou a polícia, que levou o corpo para o necrotério próximo a Trenton, Nova Jersey. O corpo estava pouco decomposto e descobriu-se que o crânio estava fraturado. O corpo parecia que tinha sido mastigado e atacado por vários animais assim como indicações que alguém tinha feito uma tentativa de enterrar o corpo. Lindbergh e Gow rapidamente identificaram o bebê como sendo o menino desaparecido baseando-se nos dedos sobrepostos do pé direito e a camisola que Gow tinha feito para ele. Pensaram que a criança tinha sido morta com um golpe na cabeça. O pai foi insistente em cremar o corpo depois.
Quando o Congresso dos Estados Unidos soube que a criança estava morta, a legislação foi apressada em fazer do rapto um crime federal. O FBI podia agora ajudar o caso mais diretamente (na verdade, como a vítima não tinha sido transportada para além da fronteira interestadual não se podia aplicar, tecnicamente, a lei ao caso Lindbergh).
Em Junho de 1932, os oficiais começaram a suspeitar de um "trabalho interno" perpetrado por alguém de confiança dos Lindbergh. As suspeitas caíram sob Violet Sharp, uma empregada britânica que servia na casa Morrow. Ela deu um depoimento contraditório sobre os seus conhecimentos na noite do rapto. Foi reportado que ela parecia nervosa e suspeita quando questionada. Ela suicidou-se em 10 de Junho de 1932, ingerindo um verniz prateado que continha cianeto de potássio pouco antes do que seria o seu quarto interrogatório. Depois do seu álibi ser confirmado, foi mais tarde determinado que a possível ameaça de perder o seu emprego e o intenso interrogatório tinham-na levado a cometer suicídio. Naquela altura, os investigadores da polícia foram criticados pelo que alguns sentiram como "mão demasiado pesada" das tácticas policiais usadas.
Depois da morte de Violet Sharp, John Condon foi também interrogado pela polícia. A casa de Condon foi analisada também, mas nada foi encontrado que ligasse Condon ao crime. Charles Lindbergh ficou a favor de Condon durante este tempo também.

### Investigação não oficial de John Condon
Depois da descoberta do corpo, Condon ficou envolvido não oficialmente no caso. Para o público, ele tornou-se suspeito e foi difamado em alguns círculos. Nos dois anos seguintes, ele visitou o departamento da polícia e prometeu encontrar "Cemitério John", o homem com quem Lindbergh fez contato.
As ações de Condon sobre o caso foram sendo cada vez mais exibicionistas. Numa ocasião, enquanto ia num autocarro da cidade, ele viu um suspeito e, anunciando a sua identidade secreta, ordenou que o autocarro parasse. O condutor concordou, e Condon lançou-se do autocarro, embora o alvo acabasse por fugir. As ações de Condon também foram criticadas como exploradoras quando ele concordou em aparecer num ato de vaudeville sobre o rapto. A Liberty Magazine publicou uma série sobre o envolvimento de Condon no rapto Lindbergh sob o título "Jafsie Tells All".

### Localização do dinheiro do resgate
A investigação do caso caiu rapidamente na monotonia. Não existiam desenvolvimentos e poucas provas de qualquer tipo, por isso a polícia virou a sua atenção para procurar localizar os pagamentos do resgate. Um panfleto foi preparado com os números de série das notas do resgate, e 250 000 cópias foram distribuídas a empresários principalmente na cidade de Nova Iorque. Algumas das notas de resgate surgiram em localizações dispersas, algumas longe como Chicago e Minneapolis, mas as pessoas que as usaram nunca foram encontradas.

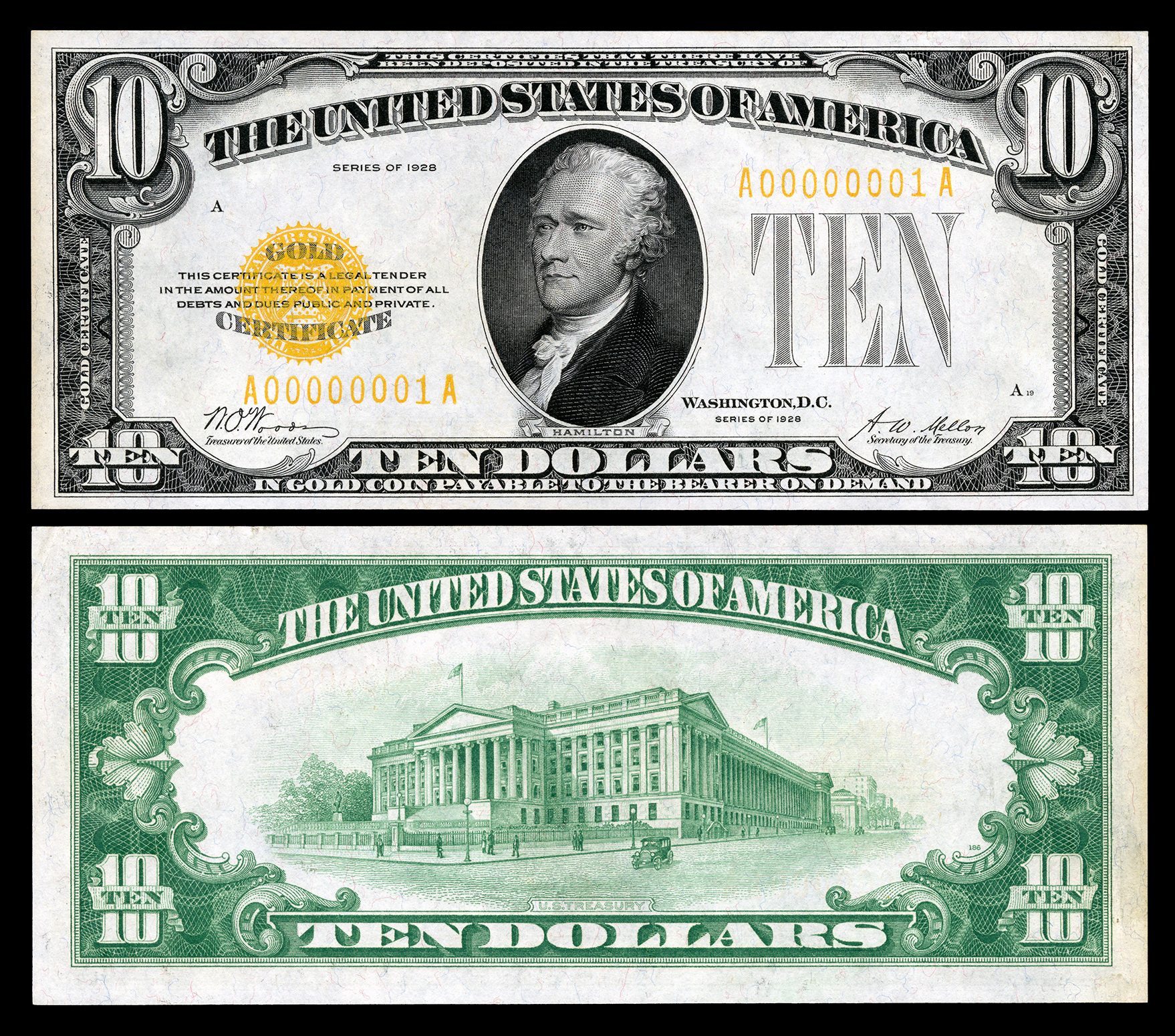
Um exemplo dos certificados dourados da série de 1928 de $10

Como Ordem Executiva 6102, os certificados dourados deveriam ser devolvidos a 1 de Maio de 1933. Poucos dias antes da data final, um homem em Manhattan trouxe US$ 2 980 do dinheiro do resgate para ser trocado. O banco estava ocupado e ninguém se lembrou de nenhum pormenor específico da pessoa. Ele preencheu um formulário de requisição, que deu o nome dele como J. J. Faulkner. A morada fornecida era 537 West 149th Street na cidade de Nova Iorque.
Quando as autoridades visitaram o endereço, descobriram que ali não morava ninguém que se chamasse Faulkner - ou alguém próximo - por vários anos. Os oficiais do Departamento do Tesouro dos Estados Unidos continuaram à procura e eventualmente descobriu que uma mulher chamada Jane Faulkner tinha vivido naquele mesmo local em 1913. Tinha-se mudado depois de ter casado com um homem alemão chamado Giessler. O casal foi localizado, e ambos negaram envolvimento no crime.

## Captura do suspeito
Durante 30 meses, o Detective James J. Finn da polícia de Nova Iorque e o Agente do FBI Thomas Sisk trabalharam no caso Lindbergh. Eles conseguiram descobrir várias notas do dinheiro de resgate que tinha sido gasto em locais pela cidade de Nova Iorque. Um mapa criado por Finn registrou cada descoberta e eventualmente mostrou que muitas das notas estavam a ser passadas ao longo da rota do metropolitano de Lexington Avenue. A linha do metrô ligava o East Bronx com o lado este de Manhattan, incluindo a vizinhança alemã-austríaca de Yorkville.
A 18 de Setembro de 1934, um certificado dourado do dinheiro de resgate foi referido ao Detective Finn e ao Agente Sisk. Apesar do Presidente Roosevelt ter ordenado uma ordem executiva a 5 de Abril de 1933, pedindo todos os certificados dourados para serem devolvidos a 1 de Maio de 1933, sob pena de multa ou prisão, alguns membros do público guardaram-nos até ao último momento. O certificado dourado de 10 dólares foi descoberto por um caixa do Corn Exchange Bank na 125th Street e Park Avenue, em Manhattan  Tinha uma matrícula de Nova Iorque, 4U-13-41-N.Y, anotada na margem, que ajudou os investigadores a localizar a nota à uma bomba de gasolina próxima. O gerente da bomba, Walter Lyle, tinha anotado a matrícula caso o banco não aceitasse a cédula, que estava fora de circulação.
Foi descoberto que a matrícula pertencia a um Dodge azul pertencente a Richard Hauptmann, um carpinteiro da 1279 East 222nd Street em Bronx. Foi descoberto que Hauptmann era um imigrante alemão com registro criminal na sua terra natal. Quando encontraram Hauptmann em sua casa, tinha em sua posse notas com certificados dourados no valor de 20 dólares. Uma busca da polícia à garagem de Hauptmann descobriu-se mais de US$ 14 000 do dinheiro de resgate, além de um pequeno revólver e outras evidências suspeitas. Hauptmann foi preso em flagrante.
Hauptmann foi preso por Finn; foi interrogado, assim como espancado pelo menos uma vez, ao longo do dia e da noite que se seguiu. O dinheiro, segundo Hauptmann, assim como outros objetos, foram deixados com ele por um amigo e antigo parceiro de negócios, Isidor Fisch. Fisch tinha morrido a 29 de Março de 1934, pouco depois de regressar à Alemanha. Apenas após a morte de Fisch, disse Hauptmann, é que ele soube que a caixa de sapatos deixada com ele tinha uma considerável soma de dinheiro. Ele ficou com o dinheiro porque dizia que o merecia devido ao dinheiro que Fisch lhe devia por um negócio que os dois fizeram. Hauptmann consistentemente negou qualquer ligação com o crime ou conhecimento que o dinheiro na sua casa era do resgate.
Nas buscas no seu apartamento pela polícia, uma quantia considerável de provas adicionais que ele estava envolvido no crime surgiram. Um objeto foi um bloco de notas que continha um rascunho da construção de uma escada semelhante à encontrada na casa de Lindbergh em Março de 1932. O número de telefone de John Condon, assim como a sua morada, foram descobertas escritas na porta de um armário em casa. Uma prova chave, um pedaço de madeira, foi descoberto no sótão da casa. Depois de ser examinado por um especialista, foi determinado que seria uma comparação exata à madeira usada na construção da escada encontrada na cena do crime.
Hauptmann foi indiciado em Bronx a 24 de Setembro de 1934, por extorquir US$ 50 000 de resgate a Charles Lindbergh. Duas semanas depois, a 8 de Outubro de 1934, Hauptmann foi indiciado em Nova Jérsia pelo assassinato de Charles Augustus Lindbergh, Jr. Dois dias depois, ele foi entregue às autoridades de Nova Jérsia pelo Governador de Nova Iorque Herbert H. Lehman para enfrentar acusações diretamente relacionadas com o rapto e morte da criança. Hauptmann foi mudado para a Prisão de Hunterdon, Nova Jérsia, a 19 de Outubro de 1934.

## O julgamento

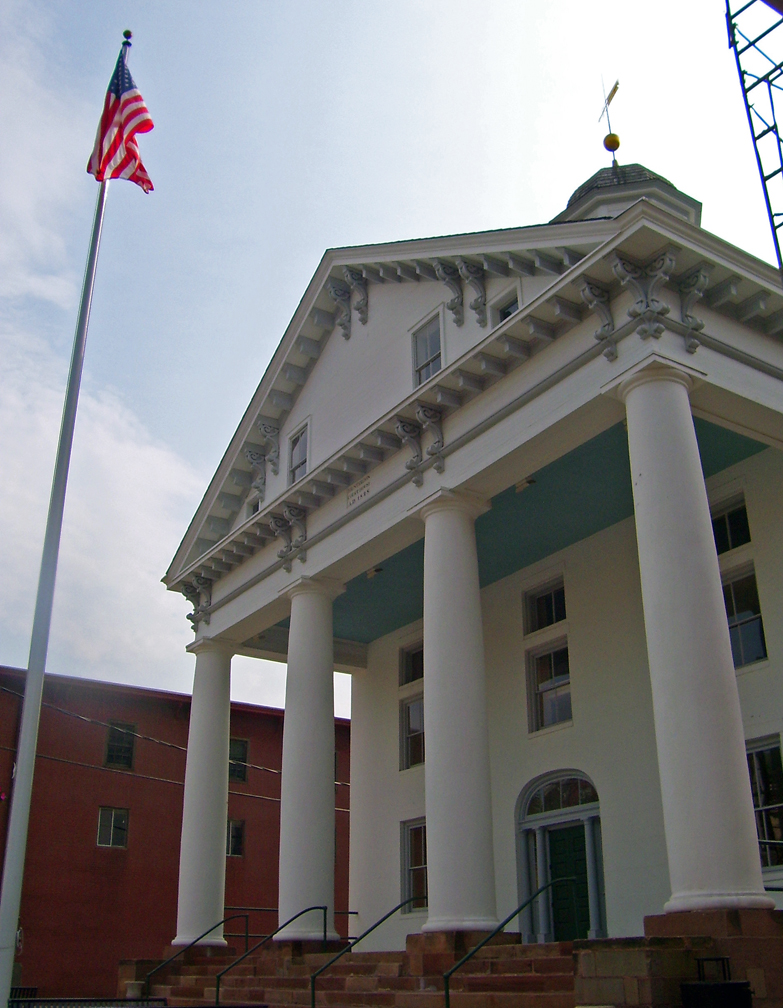
O antigo Tribunal de Hunterdon, local do julgamento

O maior julgamento já visto na América até então, se inicia no dia 3 de Janeiro de 1935, em Flamington, Nova Jérsia. Centenas de jornalistas e curiosos da pequena cidade se aglomeram para ter uma visão privilegiada do julgamento. Muitos se perguntavam que serventia teria a justiça nesse contexto de um crime tão horrendo.
Hauptmann foi acusado com crime capital, significando que a condenação podia resultar em pena de morte. No julgamento, ele se apresenta como um homem inocente e trabalhador, que nunca cometeria um crime tão bárbaro. Entretanto, ao olhar a ficha criminal de Hauptmann em sua terra natal, descobriu-se que ele já havia sido preso por diversos crimes, incluindo usar uma escada para invadir a casa do prefeito e furtar dinheiro e relógios. Ele também já havia trabalhado com um cúmplice em assaltos à mão armada.
Em troca dos direitos de publicar a história de Hauptmann no jornal, Edward J. Reilly foi contratado pelo Daily Mirror para ser advogado de Hauptmann. David T. Wilentz, advogado do ministério de Nova Jérsia, liderou a acusação.
Para além da posse de mais de US$ 14 000 de dinheiro de resgate por parte de Hauptmann, o Estado apresentou provas que mostravam uma grande semelhança entre a escrita de Hauptmann e a escrita dos bilhetes de resgate. Oito diferentes especialistas em escrita manual (Albert S. Osborn, Elbridge W. Stein, John F. Tyrrell, Herbert J. Walter, Harry M. Cassidy, Wilmer T. Souder, Albert D. Osborn e Clark Sellers) foram chamados pela acusação para testemunhar, onde apontaram semelhanças entre palavras e letras nos bilhetes de resgate e nas amostras de escrita de Hauptmann (que incluíam documentos escritos antes de ser preso, como registos automóveis). Um especialista (John M. Trendley) foi chamado pela defesa para refutar esta prova, enquanto outros dois (Samuel C. Malone e Arthur P. Meyers) recusaram testemunhar em julgamento. Os últimos dois pediram US$ 500 pelos seus serviços antes de olharem sequer para as notas e foram despedidos quando o advogado assistente de Flemington, C. Lloyd Fisher, recusou a dar tal quantia.
Baseado no trabalho forense de Arthur Koehler no Laboratório de Produtos Florestais, o Estado também introduziu provas fotográficas demonstrando que a madeira da escada deixada no local do crime coincidia com a do chão do sótão de Hauptmann; o tipo de madeira, a direcção do crescimento da árvore, o padrão deixado na fábrica, o interior e exterior da superfície da madeira e a granulação em ambos os lados era idêntica além de dois buracos de prego coincidentes com o sótão de Hauptmann. Adicionalmente, os acusadores notaram que a morada de Condon e o número de telefone tinham sido encontrados escritos a lápis numa porta de um armário na casa de Hauptmann. O próprio Hauptmann admitiu à polícia num interrogatório que tinha escrito a morada de Condon na porta do armário: "Devo ter lido no jornal sobre a história. Estava um pouco interessado e queria guardar um pouco disso, possivelmente eu estava no armário e, ao ler o jornal, anotei a morada". Quando questionado sobre o número de telefone de Condon, ele apenas respondeu, "Não consigo dar uma explicação sobre o número de telefone".
A defesa não desafiou a identificação do corpo, uma prática comum em casos de assassinato na altura para evitar a exposição do júri a uma intensa análise do corpo e à sua condição.

### Depoimentos

#### Anne Lindbergh
Anne Lindbergh é a esposa de Charles Lindbergh e mãe de Charlie. Ela diz que, no dia do crime, eles não deveriam estar na cidade, pois eles só iam para aquela casa aos fins de semana, porém, devido ao seu marido estar com a saúde debilitada, a família decidiu não viajar de volta à casa de sua mãe. O procurador-geral pergunta se ela não andou por terra úmida, pois com isso ela poderia ter deixado pegadas pela casa, essa pergunta foi feita para quebrar a tese da defesa de Richard, que afirmava que ele não agira sozinho. O procurador também pergunta se o bebê era normal, pois a mídia afirmava que o pequeno Charlie tinha problemas de saúde, o que abriu margem para teorias de que o próprio Lindbergh teria ordenado o sequestro de seu filho.
Anne também reconhece as roupas do bebê que foram mostradas pelo procuradores e disse que, quando ela e Charles estavam juntos na sala, eles ouviram um barulho de algo se quebrando fora da casa, mas eles ignoram o barulho, acreditando ser somente um galho se partindo devido a forte ventania daquela noite. Somente quando ela ia dormir que Berie, a cuidadora do bebê, pergunta se Charlie está com ela, depois elas descobrem que ele também não está com o pai e notam que o bebê fora sequestrado. Anne não notou nada anormal no quarto, além do sumiço do pequeno Charlie.

#### Charles Lindbergh

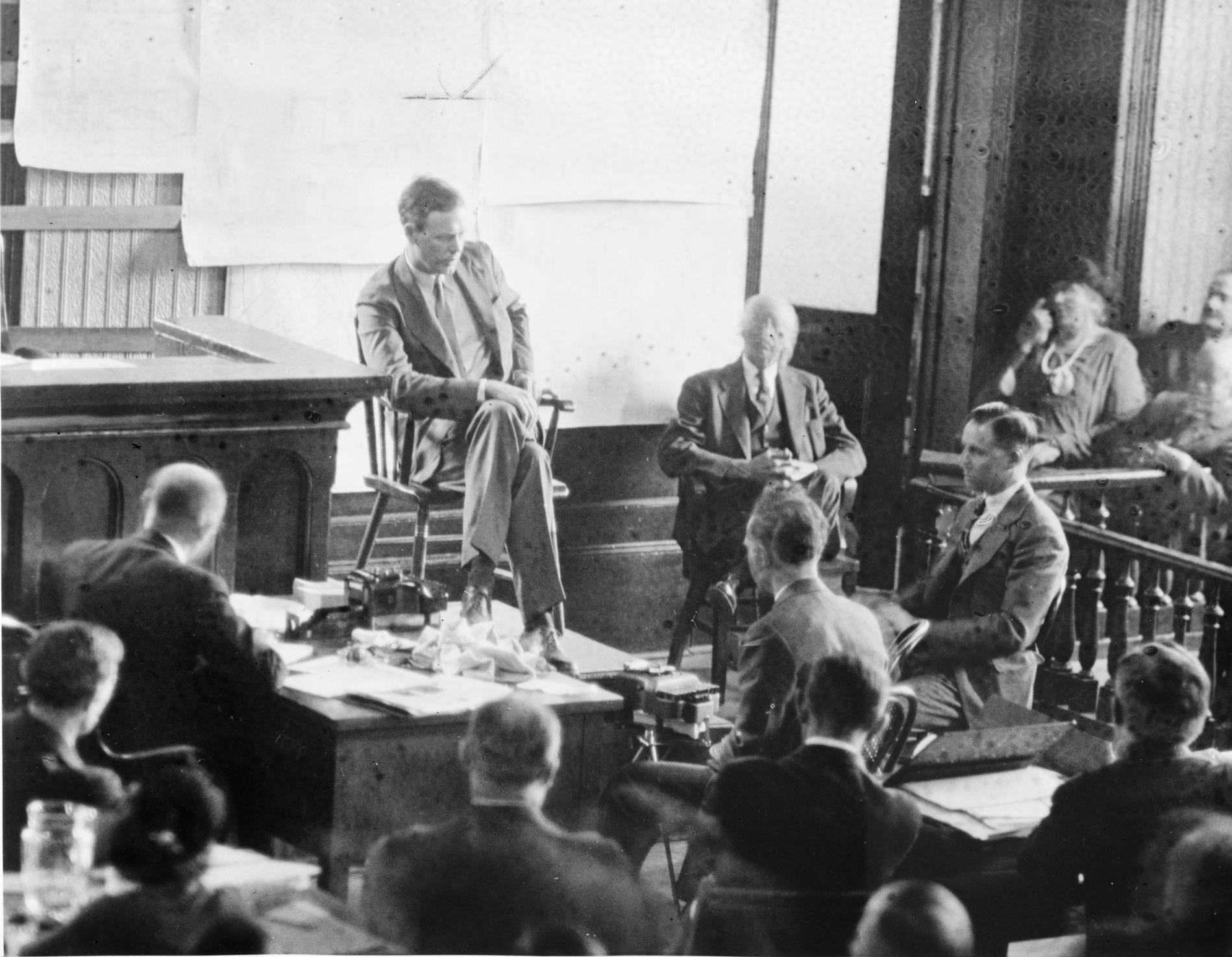
Lindbergh na cadeira das testemunhas

Charles Lindbergh confirma o barulho ouvido por sua esposa e diz que, quando chegou no quarto, encontrou a carta que anunciava o sequestro e pedia a recompensa. Charles também afirma que viu pegadas de barro em forma de pé e disse para Anne e Berie não mexerem em nada para que a polícia pudesse investigar melhor. O procurador pergunta sobre a natureza da relação dele e John Condor, que se oferecera para ser o mediador do resgate e se encontrou em um cemitério com um intermediário dos sequestradores, que se apresentou como "John".
O advogado de defesa, Reiligh, indaga Charles sobre o porquê de o cachorro não ter latido para o sequestrador, insinuando que poderia ser algum conhecido da família, como as empregadas Berie e Violet e até mesmo John Condon. Charles não entra no jogo da defesa e as acusações de Reiligh não dão em nada
Condon e Lindbergh testemunharam ambos que Hauptmann era "John", o homem com quem Condon se encontrou no cemitério. Outra testemunha, Amandus Hochmuth, testemunhou que viu Hauptmann perto da cena do crime.

### A Sentença
Após seis semanas de exaustivos testemunhos, no dia 13 de Fevereiro de 1935, o júri deu o seu veredito: Hauptmann acabou por ser condenado dos crimes e sentenciado à morte. Os recursos de Hauptmann foram rejeitados, apesar de o Governador de Nova Jérsia Harold G. Hoffman ter garantido um adiamento temporário da execução de Haptmann e fez o movimento político pouco popular de ter o New Jersey Board of Pardons a rever o caso. Não encontraram razão nenhuma para um perdão.
Ainda assim, a acusação estava convencida de que Hauptmann não agira sozinho, porém ele recusou uma grande oferta do jornal Hearst para uma confissão e recusou uma oferta de último minuto para trocar a sua execução por uma prisão perpétua em troca de uma confissão. Foi eletrocutado a 3 de Abril de 1936, apenas 4 anos depois do rapto.
Depois da morte de Hauptmann, alguns repórteres e investigadores independentes vieram com inúmeras questões sobre a forma como a investigação correu e a justiça do julgamento. Questões foram levantadas tendo como preocupação problemas como fabricação de provas. Duas vezes durante os anos 80, Anna Hauptmann processou o estado de Nova Jérsia pela execução injusta do seu marido. De ambas as vezes os processos foram cancelados por razões desconhecidas.

## Controvérsia
Como outros crime notórios, o rapto Lindbergh atraiu teorias alternativas.

### Revisão das provas
Erastus Mead Hudson era um especialista em impressões digitais que conhecia, na altura, o processo de nitrato de prata para recolher impressões digitais de madeira e outras superfícies onde o anterior método de pó não poderia detectar as impressões. Ele descobriu que as impressões digitais de Hauptmann não estavam na madeira, mesmo em locais onde o homem que tivesse feito a escada teria de tocar. Depois de reportar isto para a polícia e dizendo que deveriam investigar melhor, a polícia disse, "Deus, não nos diga isso Doutor!". A escada foi depois limpa de todas as impressões e Schwarzkopf recusou-se a tornar público que as impressões de Hauptmann não estavam na escada.
Vários livros foram escritos proclamando a inocência de Hauptmann. Estes livros criticavam a polícia por permitir que as cenas do crime fossem contaminadas, Lindbergh e os seus associados por interferirem com a investigação, os advogados do julgamento de Hauptmann pôr o terem representado sem eficácia, e a veracidade das testemunhas e as provas físicas apresentadas em julgamento. Ludovic Kennedy, em particular, questionou muitas das provas, tal como a origem da escada e o testemunho de muitas testemunhas. Um recente livro sobre o caso, A Talent to Deceive pelo escritor investigador britânico William Norris, não apenas declara a inocência de Hauptmann como também acusa Lindbergh de esconder a verdadeira identidade do assassino. O livro aponta o dedo de culpa a Dwight Morrow, Jr., o cunhado de Lindbergh. Contudo, não existem provas.
Pelo menos um autor moderno discorda destas teorias. Jim Fisher, um antigo agente do FBI e professor na Universidade Edinboro na Pensilvânia, escreveu dois livros sobre o assunto, The Lindbergh Case (1987) e The Ghosts of Hopewell (1999) para fazer, pelo menos numa parte, o que ele chamava de "movimento de revisão" sobre o caso. Nestes textos, ele fornece uma interpretação discutindo os prós e contras das provas apresentadas em tribunal. Ele resume as suas conclusões com: "Hoje, o fenómeno Lindbergh [[[sic]]] é um gigante gozo perpetrado por pessoas que tiram partido de um público pouco informado e cínico. Não obstante a todos os livros, programas de televisão e processos legais, Hauptmann é culpado hoje como era em 1932 quando raptou e matou o filho do Sr e Sra Charles Lindbergh".
Um livro mais recente, Hauptmann's Ladder: A Step-by-Step Analysis of the Lindbergh Kidnapping, por Richard T. Cahill Jr., conclui que Hauptmann era culpado mas questiona se ele deveria ter sido executado. Apesar de Cahill concluir que Hauptmann agiu sozinho, ele reconhece a possibilidade de um cúmplice.
Em 2005 o programa de televisão da truTV Forensic Files conduziu uma reexaminação das provas físicas do rapto usando técnicas científicas mais modernas. Kelvin Keraga concluiu que a escada usada no rapto foi feita de madeira que tinha sido parte do sotão de Hauptmann. Três examinadores forenses de documentos, Grant Sperry, Gideon Epstein e Peter E. Baier, PhD, trabalharam independentemente uns dos outros. Sperry concluiu que existia uma "alta probabilidade" que as notas do raptor fossem escritas por Hauptmann. Epstein concluiu que "existiam evidências que as notas tinham sido escritas por uma pessoa e que essa pessoa era Richard Bruno Hauptmann".
Baier escreveu que Hauptmann "provavelmente" escreveu os bilhetes, mas Baier disse, "Olhando para estes achados, não podem ser desenhadas conclusões definitivas e não ambíguas". O programa concluiu que Hauptmann tinha na verdade sido culpado mas notou que permaneciam questões, tal como é que ele poderia saber que os Lindbergh iam permanecer em casa durante a semana.
Alternar teorias do caso não é novo. Segundo John Reisinger em Master Detective (Citadel Press, 2006), dando fama ao detective de Nova Jérsia, Ellis Parker, conduziu uma investigação independente em 1936 e obteve uma confissão assinada pelo antigo advogado de Trenton Paul Wendel, criando uma revolta e resultando numa temporária suspensão da execução de Bruno Hauptmann. O caso contra Wendel colapsou, contudo, quando Wendel insistiu que a sua confissão foi forçada.
Vários autores sugeriram que Charles Lindbergh, o pai, foi responsável pelo rapto. Em 2010, o autor do livro Beneath the Winter Sycamores sobre o rapto de Lindbergh, implicou que o bebé estava fisicamente deficiente e que Charles Lindbergh queria que outra pessoa criasse o filho na Alemanha. No livro, depois de 10 dias, o bebé morreu de pneumonia, e o rapto rebentou na casa de Lindbergh.

### Possível ajuda interna
Como o sequestrador poderia saber que os Lindbergh estariam em casa naquela noite no meio da semana se eles só iam para lá aos fins de semana? Teria Hauptmann recebido ajuda interna?
Além dessa informação privilegiada, o corpo do Charlie foi encontrado à 5 milhas de sua casa e, pelo estado de decomposição, ele teria sido morto na mesma noite do sequestro. Pelas fraturas em sua cabeça, especialistas modernos teorizam que Charlie poderia ter sido assassinado com um golpe de martelo, entretanto, a versão oficial diz que o bebê foi derrubado acidentalmente pelos sequestradores durante o crime, além de que um dos investigadores teria, acidentalmente, feito um buraco no crânio de Charlie usando um graveto, mas a versão oficial não parece muito provável.

### Por que Hauptmann não confessou?
É largamente aceita a possibilidade de Hauptmann ter tido cúmplices, afinal é preciso de ajuda para realizar um crime desta complexidade. Além disso apenas 1/3 do dinheiro estava com Richard. Onde estariam os outros 2/3? Diante dessa possibilidade, a polícia ofereceu um acordo para Hauptmann, poupariam sua vida se ele confessasse e entregasse seus cúmplices. Mesmo diante da possibilidade de salvar sua vida, Richard Hauptmann não confessou o crime, o que gerou questões a respeito de sua culpa. Entretanto, era comum que criminosos culpados se declarassem inocentes para não manchar o nome da família, Hauptmann tinha uma esposa e um filho pequeno para proteger.

### John Knoll
O livro de Robert Zorn de 2012, Cemetery John, propõe que Hauptmann era o soldado principal numa conspiração com outros dois alemães, John e Walter Knoll. Robert herdou essa tarefa de seu pai, o economista Eugene Zorn, foi convidado por John a ir para uma piscina pública quando tinha 15 anos, lá eles se encontraram com Walter, irmão de John, e os dois irmãos conversaram com um homem chamado Bruno sobre Englewood, a cidade onde ficava a residência dos Lindbergh. 35 anos depois, Eugene leu um artigo em uma revista sobre o caso, o artigo citava Richard Bruno Hauptmann e um homem chamado John, isso deixou Gene com uma pulga atrás da orelha, então ele passou a investigar o caso. Infelizmente Eugene faleceu antes de concluir a sua investigação, mas seu filho Robert tomou para si a missão do pai.

## Representado nas artes
Na música
- Maio de 1932: Apenas um dia depois do bebé Lindbergh ser encontrado morto, o artista de música country Bob Miller (sob o pseudónimo de Bob Ferguson) gravou duas canções para Columbia em 13 de Maio de 1932, comemorando o evento. As canções foram lançadas em Columbia 15759-D com os títulos "Charles A. Lindbergh, Jr." e "There's a New Star Up in Heaven (Baby Lindy Is Up There)".[42]
- Janeiro de 1935: Goebel Reeves gravou a sua canção "The Kidnapped Baby" lançada mais tarde nesse ano.

Em romances
- Janeiro de 1934: Agatha Christie inspirou-se nas circunstâncias do caso quando descreveu o rapto da menina Daisy Armstrong no seu romance de Hercule Poirot de 1934 Murder on the Orient Express, incluindo uma morte paralela de Violet Sharpe.
- 1981: O rapto e as consequências serviram de inspiração para o livro de Maurice Sendak Outside Over There.
- 1991: Stolen Away por Max Allan Collins é um completo tratamento do caso do ponto de vista de um detective ficcional. O autor examina várias soluções possíveis e providencia apoio considerável para uma.
- 2004: No romance de Philip Roth, The Plot Against America, o narrador descreve teorias sobre o rapto - mais notável, a possibilidade de Nazis proeminentes serem responsáveis e usarem o rapto para extorquir os Lindbergh expressando admiração pela polícia da Alemanha Nazi. Segundo esta teoria (que o narrador não aceita nem rejeita), o bebé é trazido para a Alemanha onde é adoptado numa família Nazi e torna-se membro da Juventude Hitler, sem saber a sua infância.
- 2012: The Last Newspaperman, por Mark Di Ionno, conta a história da perspectiva de um jornalista que faz a cobertura do rapto e diz que ouviu a confissão de Bruno Hauptmann.
- James Merrill escreveu um poema chamado "Days of 1935" no qual fala sobre o rapto Lindbergh do ponto de vista da criança.

Em linguagens
- Em Espanhol, a expressão "Estar más perdido que el hijo de Lindbergh" (estar mais perdido que o filho de Lindbergh) significa "sem saber de nada".

Em filmes/televisão
- 1976: No filme televisivo The Lindbergh Kidnapping Case, Anthony Hopkins faz o papel de Bruno Hauptmann, e Sian Barbara Allen de Anne Morrow Lindbergh.
- 1996: O rapto Lindbergh foi tema de um filme televisivo da HBO nomeado para um Globo de Ouro e Emmy, chamado Crime of the Century. Bruno Hauptmann foi protagonizado por Stephen Rea e a sua esposa Anna por Isabella Rossellini.
- 2009: No documentário Tell Them Anything You Want, o autor/ilustrador Maurice Sendak diz ao entrevistador Spike Jonze que tem vindo a estar obcecado com o caso do bebé Lindbergh desde que tinha dois anos.
- 2011: O filme dirigido por Clint Eastwood, J. Edgar, inclui referência ao rapto Lindbergh. Josh Lucas faz o papel de Charles Lindbergh, Damon Herriman de Bruno Hauptmann e Stephen Root de Arthur Koehler, um especialista em madeira que testemunha no julgamento.[43]
- 2013: A 31 de Julho o programa da PBS Nova transmitiu "Who Killed Lindbergh's Baby?", uma investigação conduzida pelo antigo investigador do FBI especialista em ciências forenses, John Douglas. Douglas explora o incidente e o julgamento de Hauptmann, e depois investiga mais além várias teorias sobre quem é o mais provável cúmplice.[44]

No teatro
- O musical Baby Case dramatiza os eventos do julgamento Lindbergh e o circo dos media que o rodeou.[45]
- Junho 2002: O Teatro de Ópera de St. Louis estreou uma nova ópera pelo compositor americano, Cary John Franklin, chamada "Loss of Eden". A ópera comemorou o centenário do nascimento de Lindbergh, e o 75º aniversário da travessia Atlântica, e foi uma reflexão musical sobre o triunfo público de Lindbergh e tragédia pessoal. Mais tarde, o compositor voltou a trabalhar algumas das músicas num trabalho de câmara chamado "Falls Flyer". A música na secção de abertura da peça é derivada da música nos momentos mais dramáticos da ópera - o avião a partir de Paris, o rapto, e a execução de Bruno Hauptmann.